# Дарій Дмитро Кузьмович
Дмитро́ Ку́зьмович Дарі́й (25 жовтня 1971 — 28 жовтня 2018) — солдат 8-го окремого гірсько-штурмового батальйону Збройних сил України, загинув в ході російсько-української війни.

## Життєпис
Народився 1971 року у селі Сергії (Путильський район, Чернівецька область). Мешкав у селі Суховерхів (Кіцманський район). 1985 року закінчив Суховерхівську школу, 1990-го — Київський спортивний інтернат фізичного виховання. У 1990—1992 роках проходив строкову військову службу в лавах Збройних Сил України. 2006 року закінчив Національний університет фізичного виховання і спорту України.
Учасник Революції Гідності; з 14 серпня 2014-го по 1 вересня 2015 року проходив службу за мобілізацією у 80-й бригаді, з 15 жовтня 2014-го — перебував у зоні боїв. 21 вересня 2018 року підписав контракт; солдат, навідник гірсько-штурмової роти 8-го батальйону.
Загинув у ніч проти 28 жовтня 2018 року від кулі снайпера в часі бою поблизу села Кримське (Новоайдарський район), помер на місці внаслідок тяжкого поранення в обличчя.
31 жовтня 2018 року понад тисячу людей проводжало Дмитра в останню дорогу в Суховерхові. Відспівували в церкві Трьох Святителів, у панахиді брали участь понад 20 священників.
Розлучений, дітей не було, залишив матір Ганну Олексіївну (1939, померла 3 січня 2019) та племінників Юрія й Катерину (сестра Галина померла).

## Нагороди та вшанування
- указом Президента України № 149/2019 від 18 квітня 2019 року «за особисту мужність і самовіддані дії, виявлені у захисті державного суверенітету та територіальної цілісності України, зразкового виконання військового обов'язку» — нагороджений орденом «За мужність» III ступеня (посмертно)[1]
- почесною відзнакою Чернівецької обласної ради «За заслуги перед Буковиною» (посмертно).